# Osvaldo Berlingieri
Osvaldo Berlingieri (Haedo, 20 de febrero de 1928 - Buenos Aires, 8 de febrero de 2015) fue un pianista, director de orquesta y compositor argentino de tango.

## Biografía
Después de estudiar algunos meses en el Conservatorio siguió aprendiendo por su cuenta, escuchando músicos tangueros en los boliches se inició profesionalmente como pianista en el local Marabú en 1944 en la orquesta que acompañaba al cantor Héctor Mauré. 
Posteriormente trabajó, entre otros, en los conjuntos dirigidos por Emilio Balcarce, Roberto Caló, Edgardo Donato, Joaquín Do Reyes, Domingo Federico, Lucio Milena y Héctor Varela. También dirigió la Orquesta que acompañó al cantor Raúl Iriarte en una gira por Centroamérica. 
En torno a los años cincuenta, permanece algunos años de gira por el Medio Oriente con un grupo que hacía música melódica internacional y algunos tangos. Una nueva y fundamental etapa de su vida artística se inició el 24 de septiembre de 1957 en que se une a la orquesta de Aníbal Troilo en reemplazo del pianista Osvaldo Manzi. 
Berlingieri permaneció junto a Pichuco hasta mayo de 1968 y en su último período integró el Cuarteto Aníbal Troilo con Ubaldo de Lío en guitarra eléctrica y Rafael del Bagno en contrabajo. 
En 1968 ese conjunto grabó once tangos y una milonga para la discográfica Víctor. Años después Berlingieri recordaba que Troilo le había sacado algunos defectos que tenía al tocar y que hasta el momento a él le parecían buenos recursos y así aprendió a dar lo mejor de sí, pero sin intentar darlo todo junto.
En forma paralela a su actuación con Troilo, Osvaldo Berlingieri también participó en el cuarteto Los Notables del Tango (con Leopoldo Federico en bandoneón, Leo Lipesker en violín y Omar Murtagh en contrabajo) y en el trío Los Modernos (con el cantor Roberto Goyeneche, el bandoneonista Alberto García y el contrabajista Alcides Rossi ―que después fue reemplazado por José Pro).
Con el trío grabó varias piezas, entre ellas los tangos instrumentales El guardián, de Alberto García y Ciudad en gris, del propio Berlingieri y los cantados por Roberto Goyeneche, Yo te perdono y Tamar. Los temas registrados con el cuarteto fueron Ciudad dormida, de su autoría, Mala junta, de Julio De Caro, Contrabajeando y Lo que vendrá, de Astor Piazzolla.
En 1965 formó con Ernesto Baffa un pequeño conjunto que, primeramente fue un trío y más adelante, transformaron en la gran Orquesta  Baffa-Berlingieri , con quienes el aporte vocal de Roberto  Goyeneche alcanza su mejor época. Por este dueto con Baffa recibió en 1985 el Diploma al Mérito de los Premios Konex en la disciplina Conjunto de Tango / Tango de Vanguardia. Otras agrupaciones con las que colaboró fueron la de Héctor Stampone acompañando a Edmundo Rivero en grabaciones, la de Atilio Stampone grabando con la voz de Goyeneche y la que integró con Leopoldo Federico y el contrabajista Fernando Cabarcos para grabar en el sello Víctor más de 30 tangos.
En los años 1970 acompañó como director musical a la cantante española Nati Mistral en varias giras, incluyendo algunas realizadas por Japón. En esa etapa, cuenta Berlingieri, aprendió de la actriz la verdadera disciplina ya que, pese a la experiencia del músico, ella los hacía estar en el lugar del espectáculo dos horas antes, para poder estar tranquila.
En el Año 1993 , se volvió a juntar con Ernesto Baffa para un espectáculo llamado ¨Por la vuelta¨ referido a la vuelta del renombrado ¨Baffa-Berlingieri¨ en esta ocasión como Trío, completando la agrupación el Músico Sergio Paolo en bajo eléctrico. Con el Trío realizaron Numerosas presentaciones en vivo y trabajaron en varios programas de TV.
Ya en el siglo XXI formó un nuevo conjunto con los jóvenes músicos Horacio Romo (bandoneón), Pablo Agri (violín) y Daniel Falasca (contrabajo).
En 2005 participó con las grabaciones de Tierra querida y A mis viejos en el álbum Café de los Maestros Vol. 1 y 2 producido por Gustavo Santaolalla que recibió el Grammy Latino al mejor álbum de tango en la 7.ª entrega anual y obtuvo los Premios Gardel a la producción del año y a mejor álbum grupo u orquesta de tango.
Berlingieri no dejó hijos y estuvo en pareja con Leda Verlini desde 1953, cuando la conoció en el barco en que ella viajaba de su Italia natal y él volvía de una actuación en Bagdad.

## Composiciones
- A mis viejos
- Che Discepolín con letra de Héctor Méndez.
- Ciudad en gris
- Ciudad dormida
- Compadrita mía
- Contacto en Buenos Aires
- Milonga que canta el aire, con letra de Héctor Negro.
- Pisciano
- El resuello
- Ritual
- Siempre otoño
- Tamar, con letra de Oscar Núñez.
- Tiempo imaginario
- Un episodio más, con letra de Luis Filipelli.

## Premios y homenajes
Fue galardonado con el Premio Kónex 1985 junto con Ernesto Baffa en el rubro Conjunto de Tango.
En noviembre de 2010, después de actuar con su cuarteto en el marco del Festival de Tango de la ciudad de Buenos Aires recibió un homenaje en el Torquato Tasso.
En 2011 fue homenajeado por sus pares en el teatro Veinticinco de Mayo de Villa Urquiza (un barrio de Buenos Aires), en el marco del Festival de Tango de la Ciudad.